# Grammy Award de l'enregistrement de l'année
Le Grammy Award de l'enregistrement de l'année est l'une des quatre plus importantes récompenses de la cérémonie des Grammy Awards. Il est décerné depuis 1959 et jusqu'en 1965 à l'interprète d'une chanson ou d'un single, puis de 1966 à 1998 à l'interprète et au producteur et, depuis 1999 à l'interprète, au producteur, à l'ingénieur du son et au mixeur.

## Lauréats

### Années 1950
| Années | Gagnant                                             | Nominations |
| ------ | --------------------------------------------------- | --- |
| 1959   | Nel Blu Dipinto Di Blu (Volare) de Domenico Modugno | - Catch a Falling Star de Perry Como - The Chipmunk Song (Christmas Don't Be Late) de David Seville - Fever de Peggy Lee - Witchcraft de Frank Sinatra |

### Années 1960
| Années | Gagnant                                                           | Nominations |
| ------ | ----------------------------------------------------------------- | --- |
| 1960   | Mack the Knife interprétée par Bobby Darin                        | - A Fool Such as I interprétée par Elvis Presley - High Hopes interprétée par Frank Sinatra - Like Young interprétée par Etre Previn - The Three Bells interprétée par The Browns                                                                     |
| 1961   | Theme from A Summer Place interprétée par Percy Faith             | - Are You Lonesome Tonight? interprétée par Elvis Presley - Georgia on My Mind interprétée par Ray Charles - Mack the Knife interprétée par Ella Fitzgerald - Nice 'n' Easy interprétée par Frank Sinatra                                             |
| 1962   | Moon River interprétée par Henry Mancini                          | - Big Bad John interprétée par Jimmy Dean - The Second Time Around interprétée par Frank Sinatra - Take Five interprétée par Dave Brubeck - (Up a) Lazy River interprétée par Si Zentner                                                              |
| 1963   | I Left My Heart in San Francisco interprétée par Tony Bennett     | - Desafinado interprétée par Stan Getz et Charlie Byrd - Fly Me to the Moon Bossa Nova interprétée par Joe Harnell et His Orchestra - I Can't Stop Loving You interprétée par Ray Charles - What Kind of Fool Am I ? interprétée par Sammy Davis, Jr. |
| 1964   | Days of Wine and Roses interprétée par Henry Mancini              | - Dominique interprétée par Sœur Sourire aka The Singing Nun - Happy Days Are Here Again interprétée par Barbra Streisand - I Wanna Be Around interprétée par Tony Bennett - Wives and Lovers interprétée par Jack Jones                              |
| 1965   | Garota de Ipanema interprétée par Stan Getz et João Gilberto      | - Downtown interprétée par Petula Clark - Hello, Dolly! interprétée par Louis Armstrong - I Want to Hold Your Hand interprétée par The Beatles - People interprétée par Barbra Streisand                                                              |
| 1966   | A Taste of Honey interprétée par Herb Alpert et the Tijuana Brass | - Yesterday interprétée par The Beatles - The 'In' Crowd interprétée par The Ramsey Lewis Trio - King of the Road interprétée par Roger Miller - The Shadow of Your Smile interprétée par Tony Bennett                                                |
| 1967   | Strangers in the Night interprétée par Frank Sinatra              | - Almost Persuaded interprétée par David Houston - Monday, Monday interprétée par The Mamas and the Papas - What Now My Love interprétée par Herb Alpert et the Tijuana Brass - Winchester Cathedral interprétée par The New Vaudeville Bet           |
| 1968   | Up, Up and Away interprétée par The 5th Dimension                 | - By the Time I Get to Phoenix interprétée par Glen Campbell - My Cup Runneth Over interprétée par Ed Ames - Ode to Billie Joe interprétée par Bobbie Gentry - Somethin' Stupid interprétée par Nancy & Frank Sinatra                                 |
| 1969   | Mrs. Robinson interprétée par Simon & Garfunkel                   | - Harper Valley PTA interprétée par Jeannie C. Riley - Hey Jude interprétée par The Beatles - Honey interprétée par Bobpar Goldsboro - Wichita Lineman interprétée par Glen Campbell                                                                  |

### Années 1970
| Années | Gagnant                                                           | Nominations |
| ------ | ----------------------------------------------------------------- | --- |
| 1970   | Aquarius / Let the Sunshine In interprétée par The 5th Dimension  | - A Boy Named Sue interprétée par Johnny Cash - Is That All There Is? interprétée par Peggy Lee - A Time For Us interprétée par Henry Mancini - Spinning Wheel interprétée par Blood, Sweat and Tears                                         |
| 1971   | Bridge over Troubled Water interprétée par Simon & Garfunkel      | - (They Long to Be) Close to You interprétée par The Carpenters - Everything Is Beautiful interprétée par Ray Stevens - Fire and Rain interprétée par James Taylor - Let It Be interprétée par The Beatles                                    |
| 1972   | It's Too Late interprétée par Carole King                         | - Joy to the World interprétée par Three Dog Night - My Sweet Lord interprétée par George Harrison - Theme from Shaft interprétée par Isaac Hayes - You've Got a Friend interprétée par James Taylor & Carole King                            |
| 1973   | The First Time Ever I Saw Your Face interprétée par Roberta Flack | - Alone Again (Naturally) interprétée par Gilbert O'Sullivan - American Pie interprétée par Don McLean - Song Sung Blue interprétée par Neil Diamond - Without You interprétée par Nilsson                                                    |
| 1974   | Killing Me Softly with His Song interprétée par Roberta Flack     | - Bad, Bad Leroy Brown interprétée par Jim Croce - Behind Closed Doors interprétée par Charlie Rich - You Are the Sunshine of My Life interprétée par Stevie Wonder - You're So Vain interprétée par Carly Simon                              |
| 1975   | I Honestly Love You interprétée par Olivia Newton-John            | - Don't Let the Sun Go Down on Me interprétée par Elton John - Feel Like Makin' Love interprétée par Roberta Flack - Help Me interprétée par Joni Mitchell - Midnight at the Oasis interprétée par Maria Muldaur                              |
| 1976   | Love Will Keep Us Together interprétée par Captain & Tennille     | - At Seventeen interprétée par Janis Ian - Lyin' Eyes interprétée par The Eagles - Mety interprétée par Barry Manilow - Rhinestone Cowboy interprétée par Glen Campbell                                                                       |
| 1977   | This Masquerade interprétée par George Benson                     | - Afternoon Delight interprétée par Starlet Vocal Band - 50 Ways to Leave Your Lover interprétée par Paul Simon - I Write the Songs interprétée par Barry Manilow - If You Leave Me Now interprétée par Chicago                               |
| 1978   | Hotel California interprétée par The Eagles                       | - Blue Bayou interprétée par Linda Ronstadt - Don't It Make My Brown Eyes Blue interprétée par Crystal Gayle - Evergreen (Love Theme from A Star Is Born) interprétée par Barbra Streisand - You Light Up My Life interprétée par Debby Boone |
| 1979   | Just the Way You Are interprétée par Billy Joel                   | - Baker Street interprétée par Gerry Rafferty - Feels So Good interprétée par Chuck Mangione - Stayin' Alive interprétée par les Bee Gees - You Needed Me interprétée par Anne Murray                                                         |

### Années 1980
| Années | Gagnant                                                   | Nominations |
| ------ | --------------------------------------------------------- | --- |
| 1980   | What a Fool Believes interprétée par The Doobie Brothers  | - After the Love Has Gone interprétée par Earth, Wind and Fire - I Will Survive interprétée par Gloria Gaynor - The Gambler interprétée par Kenny Rogers - You Don't Bring Me Flowers interprétée par Barbra Streisand et Neil Diamond                                    |
| 1981   | Sailing interprétée par Christopher Cross                 | - The Rose interprétée par Bette Midler - Lady interprétée par Kenny Rogers - New York, New York interprétée par Frank Sinatra - Woman in Love interprétée par Barbra Streisand                                                                                           |
| 1982   | Bette Davis Eyes* interprétée par Kim Carnes              | - Arthur's Theme (Best That You Can Do) interprétée par Christopher Cross - (Just Like) Starting Over interprétée par John Lennon - Endless Love interprétée par Diana Ross et Lionel Richie - Just the Two of Us interprétée par Grover Washington Jr. avec Bill Withers |
| 1983   | Rosanna interprétée par Toto                              | - Steppin' Out interprétée par Joe Jackson - Ebony and Ivory interprétée par Paul McCartney et Stevie Wonder - Always on My Mind interprétée par Willie Nelson - Chariots of Fire interprétée par Vangelis                                                                |
| 1984   | Beat It interprétée par Michael Jackson                   | - Flashdance... What a Feeling interprétée par Irene Cara - Every Breath You Take interprétée par The Police - All Night Long (All Night) interprétée par Lionel Richie - Maniac interprétée par Michael Sembello                                                         |
| 1985   | What's Love Got to Do with It interprétée par Tina Turner | - Hard Habit to Break interprétée par Chicago - Girls Just Want to Have Fun interprétée par Cyndi Lauper - The Heart of Rock & Roll interprétée par Huey Lewis and the News - Dancing in the Dark interprétée par Bruce Springsteen                                       |
| 1986   | We Are the World interprétée par USA for Africa           | - Money for Nothing interprétée par Dire Straits - The Boys of Summer interprétée par Don Henley - The Power of Love interprétée par Huey Lewis and the News - Born in the U.S.A. interprétée par Bruce Springsteen                                                       |
| 1987   | Higher Love interprétée par Steve Winwood                 | - Sledgehammer interprétée par Peter Gabriel - The Greatest Love of All interprétée par Whitney Houston - Addicted to Love interprétée par Robert Palmer - That's What Friends Are For interprétée par Dionne Warwick and Friends                                         |
| 1988   | Graceland interprétée par Paul Simon                      | - La Bamba interprétée par Los Lobos - I Still Haven't Found What I'm Looking For interprétée par U2 - Luka interprétée par Suzanne Vega - Back in the High Life Again interprétée par Steve Winwood                                                                      |
| 1989   | Don't Worry, Be Happy interprétée par Bobby McFerrin      | - Giving You the Best That I Got interprétée par Anita Baker - Fast Car interprétée par Tracy Chapman - Man in the Mirror interprétée par Michael Jackson - Roll With It interprétée par Steve Winwood                                                                    |

### Années 1990
| Années | Gagnant                                                       | Nominations |
| ------ | ------------------------------------------------------------- | --- |
| 1990   | Wind Beneath My Wings interprétée par Bette Midler            | - The End of the Innocence interprétée par Don Henley - She Drives Me Crazy interprétée par Fine Young Cannibals - We Didn't Start the Fire interprétée par Billy Joel - The Living Years interprétée par Mike + The Mechanics          |
| 1991   | Another Day in Paradise interprétée par Phil Collins          | - Vision of Love interprétée par Mariah Carey - U Can't Touch This interprétée par MC Hammer - From a Distance interprétée par Bette Midler - Nothing Compares 2 U interprétée par Sinéad O'Connor                                      |
| 1992   | Unforgettable interprétée par Natalie Cole avec Nat King Cole | - (Everything I Do) I Do It for You interprétée par Bryan Adams - Baby Baby interprétée par Amy Grant - Something to Talk About interprétée par Bonnie Raitt - Losing My Religion interprétée par R.E.M.                                |
| 1993   | Tears in Heaven interprétée par Eric Clapton                  | - Achy Breaky Heart interprétée par Billy Ray Cyrus - Beauty and the Beast interprétée par Céline Dion et Peabo Bryson - Constant Craving interprétée par K.d. lang - Save the Best for Last interprétée par Vanessa Lynn Williams      |
| 1994   | I Will Always Love You interprétée par Whitney Houston        | - A Whole New World interprétée par Peabo Bryson et Regina Belle - The River of Dreams interprétée par Billy Joel - If I Ever Lose My Faith in You interprétée par Sting - Harvest Moon interprétée par Neil Young                      |
| 1995   | All I Wanna Do interprétée par Sheryl Crow                    | - I'll Make Love to You interprétée par Boyz II Men - He Thinks He'll Keep Her interprétée par Mary Chapin Carpenter - Love Sneakin' Up On You interprétée par Bonnie Raitt - Streets of Philadelphia interprétée par Bruce Springsteen |
| 1996   | Kiss from a Rose interprétée par Seal                         | - One Sweet Day interprétée par Mariah Carey et Boyz II Men - Gangsta's Paradise interprétée par Coolio - One of Us interprétée par Joan Osborne - Waterfalls interprétée par TLC                                                       |
| 1997   | Change the World interprétée par Eric Clapton                 | - Give Me One Reason interprétée par Tracy Chapman - Because You Loved Me interprétée par Céline Dion - Ironic interprétée par Alanis Morissette - 1979 interprétée par The Smashing Pumpkins                                           |
| 1998   | Sunny Came Home interprétée par Shawn Colvin                  | - Where Have All the Cowboys Gone interprétée par Paula Cole - Everyday Is a Winding Road interprétée par Sheryl Crow - MMMBop interprétée par Hanson - I Believe I Can Fly interprétée par R. Kelly                                    |
| 1999   | My Heart Will Go On interprétée par Céline Dion               | - The Boy Is Mine interprétée par Brandy Norwood et Monica - Iris interprétée par The Goo Goo Dolls - Ray of Light interprétée par Madonna - You're Still the One interprétée par Shania Twain                                          |

### Années 2000
| Années | Gagnant                                                              | Nominations |
| ------ | -------------------------------------------------------------------- | --- |
| 2000   | Smooth interprétée par Santana avec la participation de Rob Thomas   | - I Want It That Way interprétée par Backstreet Boys - Believe interprétée par Cher - Livin' la Vida Loca interprétée par Ricky Martin - No Scrubs interprétée par TLC                                                      |
| 2001   | Beautiful Day interprétée par U2                                     | - Say My Name interprétée par Destiny's Child - I Try interprétée par Macy Gray - Music interprétée par Madonna - Pare Pare Pare interprétée par *NSYNC                                                                     |
| 2002   | Walk On interprétée par U2                                           | - Video interprétée par India.Arie - Fallin' interprétée par Alicia Keys - Ms. Jackson interprétée par OutKast - Drops of Jupiter (Tell Me) interprétée par Train                                                           |
| 2003   | Don't Know Why interprétée par Norah Jones                           | - A Thousand Miles interprétée par Vanessa Carlton - Without Me interprétée par Eminem - Dilemma interprétée par Nelly & Kelly Rowlet - How You Remind Me interprétée par Nickelback                                        |
| 2004   | Clocks interprétée par Coldplay                                      | - Crazy in Love interprétée par Beyoncé Knowles et Jay-Z - Where Is the Love? interprétée par Black Eyed Peas et Justin Timberlake - Lose Yourself interprétée par Eminem - Hey Ya! interprétée par OutKast                 |
| 2005   | Here We Go Again interprétée par Ray Charles avec Norah Jones        | - Let's Get It Started interprétée par Black Eyed Peas - American Idiot interprétée par Green Day - Heaven interprétée par Los Lonely Boys - Yeah! interprétée par Usher avec la participation de Lil' Jon et Ludacris      |
| 2006   | Boulevard of Broken Dreams interprétée par Green Day                 | - We Belong Together interprétée par Mariah Carey - Feel Good Inc. interprétée par Gorillaz - Hollaback Girl interprétée par Gwen Stefani - Gold Digger interprétée par Kanye West                                          |
| 2007   | Not Ready to Make Nice interprétée par Dixie Chicks                  | - Be Without You interprétée par Mary J. Blige - You're Beautiful interprétée par James Blunt - Crazy interprétée par Gnarls Barkley - Put Your Records On interprétée par Corinne Bailey Rae                               |
| 2008   | Rehab interprétée par Amy Winehouse                                  | - Irreplaceable interprétée par Beyoncé - The Pretender interprétée par Foo Fighters - Umbrella interprétée par Rihanna avec la participation de Jay-Z - What Goes Around... Comes Around interprétée par Justin Timberlake |
| 2009   | Please Read the Letter interprétée par Alison Krauss et Robert Plant | - Chasing Pavements interprétée par Adele - Viva la Vida interprétée par Coldplay - Bleeding Love interprétée par Leona Lewis - Paper Planes interprétée par M.I.A.                                                         |

### Années 2010
| Années | Gagnant                                                                 | Nominations |
| ------ | ----------------------------------------------------------------------- | --- |
| 2010   | Use Somebody interprétée par Kings of Leon                              | - Halo interprétée par Beyoncé - I Gotta Feeling interprétée par Black Eyed Peas - Poker Face interprétée par Lady Gaga - You Belong with Me interprétée par Taylor Swift |
| 2011   | Need You Now interprétée par Lady Antebellum                            | - Nothin' on You interprétée par B.o.B avec Bruno Mars - Love the Way You Lie interprétée par Eminem - Fuck You! interprétée par Cee Lo Green - Empire State of Mind interprétée par Jay-Z et Alicia Keys |
| 2012   | Rolling in the Deep interprétée par Adele                               | - Holocene (en) interprétée par Bon Iver - Grenade interprétée par Bruno Mars - The Cave interprétée par Mumford & Sons - Firework interprétée par Katy Perry |
| 2013   | Somebody That I Used to Know de Gotye et Kimbra                         | - Lonely Boy interprétée par The Black Keys - Stronger (What Doesn't Kill You) interprétée par Kelly Clarkson - Thinkin Bout You interprétée par Frank Ocean - We Are Never Ever Getting Back Together interprétée par Taylor Swift - We Are Young interprétée par Fun et Janelle Monáe                                                                                 |
| 2014   | Get Lucky, interprétée par Daft Punk, Nile Rodgers et Pharrell Williams | - Radioactive interprétée par Imagine Dragons - Royals interprétée par Lorde - Locked Out of Heaven interprétée par Bruno Mars - Blurred Lines interprétée par Robin Thicke, T.I. et Pharrell Williams |
| 2015   | Stay with Me interprétée par Sam Smith                                  | - Fancy interprétée par Iggy Azalea featuring Charli XCX - Chandelier interprétée par Sia - Shake It Off interprétée par Taylor Swift - All About That Bass interprétée par Meghan Trainor |
| 2016   | Uptown Funk interprétée par Bruno Mars                                  | - Really Love interprétée par D'Angelo & The Vanguard - Thinking Out Loud interprétée par Ed Sheeran - Blank Space interprétée par Taylor Swift - Can't Feel My Face interprétée par The Weeknd |
| 2017   | Hello interprétée par Adele                                             | - Formation interprétée par Beyoncé - 7 Years interprétée par Lukas Graham - Work interprétée par Rihanna featuring Drake - Stressed Out interprétée par Twenty One Pilots |
| 2018   | 24K Magic interprétée par Bruno Mars                                    | - Redbone interprétée par Childish Gambino - Despacito interprétée par Luis Fonsi et Daddy Yankee featuring Justin Bieber - The Story of O.J. interprétée par Jay-Z - Humble interprétée par Kendrick Lamar |
| 2019   | This Is America interprétée par Childish Gambino                        | - I Like It interprétée par Cardi B, Bad Bunny et J. Balvin - The Joke interprétée par Brandi Carlile - God's Plan interprétée par Drake - Shallow interprétée par Lady Gaga et Bradley Cooper - All the Stars interprétée par Kendrick Lamar et SZA - Rockstar interprétée par Post Malone featuring 21 Savage - The Middle interprétée par Zedd, Maren Morris et Grey |

### Années 2020
| Années | Gagnant                               | Nominations |
| ------ | ------------------------------------- | --- |
| 2020   | Bad Guy interprétée par Billie Eilish | - Hey, Ma interprétée par Bon Iver - 7 Rings interprétée par Ariana Grande - Hard Place interprétée par H.E.R. - Talk interprétée par Khalid - Old Town Road interprétée par Lil Nas X ft. Billy Ray Cyrus - Truth Hurts interprétée par Lizzo - Sunflower interprétée par Post Malone et Swae Lee |
| 2021   | Everything I Wanted par Billie Eilish | - Black Parade interprétée par Beyoncé - Colors interprétée par Black Pumas - Rockstar interprétée par DaBaby feat. Roddy Ricch - Say So interprétée par Doja Cat - Don't Start Now interprétée par Dua Lipa - Circles interprétée par Post Malone - Savage interprétée par Megan Thee Stallion ft. Beyoncé |
| 2022   | Leave the Door Open par Silk Sonic    | - I Still Have Faith in You interprétée par ABBA - Freedom interprétée par Jon Batiste - I Get a Kick Out of You interprétée par Tony Bennett et Lady Gaga - Peaches interprétée par Justin Bieber ft. Daniel Caesar et Giveon - Right on Time interprétée par Brandi Carlile - Kiss Me More interprétée par Doja Cat ft. SZA - Happier Than Ever interprétée par Billie Eilish - Montero (Call Me by Your Name) interprétée par Lil Nas X - Drivers License interprétée par Olivia Rodrigo |
| 2023   | About Damn Time par Lizzo             | - Don't Shut Me Down interprétée par ABBA - Easy on Me interprétée par Adele - Break My Soul interprétée par Beyoncé - Good Morning Gorgeous interprétée par Mary J. Blige - You and Me on the Rock interprétée par Brandi Carlile feat. Lucius - Woman interprétée par Doja Cat - Bad Habit interprétée par Steve Lacy - The Heart Part 5 interprétée par Kendrick Lamar - As It Was interprétée par Harry Styles                                                                          |
| 2024   | Flowers par Miley Cyrus               | - Worship interprétée par Jon Batiste - Not Strong Enough interprétée par boygenius - Flowers interprétée par Miley Cyrus - What Was I Made For? interprétée par Billie Eilish - On My Mama interprétée par Victoria Monét - Vampire interprétée par Olivia Rodrigo - Anti-Hero interprétée par Taylor Swift - Kill Bill interprétée par SZA |
| 2025   | Not Like Us par Kendrick Lamar        | - Now and Then par The Beatles - Texas Hold 'Em par Beyoncé - Espresso par Sabrina Carpenter - 360 par Charli XCX - Birds of a Feather par Billie Eilish - Good Luck, Babe! par Chappell Roan - Fortnight par Taylor Swift featuring Post Malone |